# Javier Villarreal
Javier Alejandro Villarreal (Alta Gracia, 1 de março de 1979) é um ex-futebolista profissional argentino que atuava como meia.

## Carreira
Javier Villarreal se profissionalizou no Talleres.

### Boca Juniors
Javier Villarreal integrou o Boca Juniors na campanha vitoriosa da Libertadores da América de 2001 e 2003.

## Títulos
Boca Juniors
- Primera Division Argentina: Apertura 2003, Apertura 1993, Apertura 1994
- Taça Libertadores da América: 2001 e 2003
- Copa Intercontinental: 2003